# Vida Blue
Vida Rochelle Blue Jr, född den 28 juli 1949 i Mansfield i Louisiana, död den 6 maj 2023 i Tracy i Kalifornien, var en amerikansk professionell basebollspelare som spelade 17 säsonger i Major League Baseball (MLB) 1969–1983 och 1985–1986. Blue var vänsterhänt pitcher.
Blue spelade för Oakland Athletics (1969–1977), San Francisco Giants (1978–1981), Kansas City Royals (1982–1983) och Giants igen (1985–1986). Han vann World Series tre år i rad med Athletics 1972–1974. Individuellt vann han en Cy Young Award och en MVP Award, båda 1971, och togs ut till MLB:s all star-match sex gånger.
Totalt under MLB-karriären spelade Blue 502 matcher och var 209–161 (209 vinster och 161 förluster) med en earned run average (ERA) på 3,27 och 2 175 strikeouts på 3 343,1 innings pitched.

## Uppväxt
Blue växte upp som det äldsta syskonet av sex till föräldrarna Vida Blue Sr och Sallie Blue. Han var duktig på både amerikansk fotboll och baseboll och hade efter high school flera erbjudanden om att spela amerikansk fotboll på framgångsrika colleges. Han valde dock baseboll efter det att hans far gått bort, eftersom han på det sättet snabbare skulle kunna börja tjäna pengar åt sin familj.

## Karriär

### Major League Baseball

#### Oakland Athletics
Blue draftades av Kansas City Athletics 1967 som 27:e spelare totalt direkt från high school och redan samma år gjorde han proffsdebut i Athletics farmarklubbssystem. Han debuterade i MLB för Athletics, som vid det laget hade flyttat till Oakland och bytt namn till Oakland Athletics, den 20 juli 1969, åtta dagar före sin 20-årsdag. Han fick sparsamt med speltid i MLB under de två första säsongerna, men efter att ha blivit uppkallad till moderklubben i september 1970 började han dominera motståndarna. På de sex starter han gjorde då hade han både en shutout där han bara tillät en hit och en match där han inte tillät någon hit alls, en så kallad no-hitter. Vid tidpunkten för den sistnämnda matchen var han 21 år och 55 dagar gammal och blev den yngsta pitchern att kasta en no-hitter i den så kallade live ball-eran (sedan 1920).

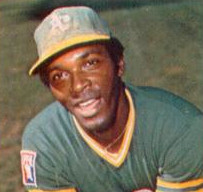
Blue i Oakland Athletics dräkt cirka 1977.

Det var först 1971 som Blue blev ordinarie startande pitcher för Athletics och det var också året då hans karriär tog fart på allvar. Under säsongen var han 24–8 med en ERA på 1,82 och 301 strikeouts på 39 starter (312,0 innings pitched). Han belönades efter säsongen med både American Leagues Cy Young Award och ligans MVP Award. Han blev därmed den femte spelaren i historien att vinna båda utmärkelserna under samma säsong. Han blev också den yngsta spelaren att vinna en MVP Award. Han hamnade därefter i en kontraktsdispyt med Athletics ägare Charlie Finley som gick så långt att Blue sade upp sig och började arbeta för ett företag i stålindustrin. Parterna kom till slut överens, efter ingripande av basebollkommissarien Bowie Kuhn, och Blue återkom till klubben den 24 maj 1972.
Blue spelade för Athletics under nio säsonger, till och med 1977, och togs under denna period ut till MLB:s all star-match tre gånger – 1971, 1975 och 1977. Vid de två första tillfällena fick han äran att starta matchen för American League. Athletics hade en storhetstid under första halvan av 1970-talet och vann World Series tre år i rad 1972–1974 med Blue i laget.
Inför 1978 års säsong trejdades Blue till lokalkonkurrenten San Francisco Giants i utbyte mot Gary Thomasson, Gary Alexander, Dave Heaverlo, Phil Huffman, John Henry Johnson, Alan Wirth och Mario Guerrero samt 300 000 dollar.

#### San Francisco Giants
Under Blues första säsong för Giants fick han för tredje gången under karriären äran att starta MLB:s all star-match, denna gång för National League. Ingen pitcher hade före honom startat all star-matchen för båda ligorna. Han togs även ut till all star-matchen 1980 och 1981.
Giants trejdade inför 1982 års säsong Blue tillsammans med Bob Tufts till Kansas City Royals i utbyte mot Atlee Hammaker, Craig Chamberlain, Renie Martin och Brad Wellman.

#### Kansas City Royals
Blue spelade drygt en och en halv säsong för Royals innan han släpptes av klubben. I samband med detta dömdes han till ett kortare fängelsestraff för försök att köpa kokain och stängdes av av basebollkommissarien Kuhn. Blue missade av denna anledning hela 1984 års säsong.

#### San Francisco Giants igen
En vecka in på 1985 års säsong skrev Blue på för San Francisco Giants och han spelade för klubben även 1986.

#### Oakland Athletics igen
I januari 1987 skrev Blue på för Oakland Athletics, men innan säsongen ens hade hunnit börja lade han oväntat av.

## Efter karriären
Blue fick som mest 8,7 % av rösterna vid omröstningen till National Baseball Hall of Fame. Det krävdes 75 % för att bli invald.
1995 valdes Blue in i Bay Area Sports Hall of Fame.
2019 valdes Blue in i Oakland Athletics Hall of Fame.

## Privatliv
Blue fick en son, Derrick, som tonåring i slutet av 1960-talet. Han gifte sig med Peggy Shannon 1989 i arenan Candlestick Park och med henne fick han två tvillingdöttrar i början av 1990-talet. Paret skilde sig senare.
Blue hade alkoholproblem och åkte flera gånger fast för rattfylleri.
Blue avled den 6 maj 2023.